# 견제사
견제사는 야구에서 투수나 포수의 견제구에 의해 빠른 진루를 위해 리드 중이던 주자가 아웃되는 것, 또는 그 주자를 말한다.